# مينلو (جورجيا)
مينلو (بالإنجليزية: Menlo, Georgia)‏ هي مدينة تقع في مقاطعة تشاتوغا، جورجيا بولاية جورجيا في الولايات المتحدة. تبلغ مساحة هذه المدينة 2 (كم²)، وترتفع عن سطح البحر 243 م، بلغ عدد سكانها 485 نسمة في عام 2010 حسب إحصاء مكتب تعداد الولايات المتحدة.

## وصلات خارجية
- Cities & Counties - Georgia.gov